# 富岡正重
富岡 正重（とみおか まさしげ、1888年8月2日 -1968年6月）は、日本の光学技術者。富岡光学機械製作所（後の京セラオプテック）を創業したほか、光学設計のテキストを執筆、翻訳したことでも知られる。

## 略歴
- 東京出身[1]。
- 1913年（大正2年） - 東京物理学校（現東京理科大学）を卒業し、陸軍砲兵工廠精器製造所光学工場に勤務。望遠測角器、砲隊鏡などの設計に従事。
- 1917年（大正6年） - 陸軍を退役し、日本光学工業（現ニコン）に勤務する。
- 1924年（大正13年） - 日本光学工業を退社し、富岡光学機械製作所（後の京セラオプテック）を東京市大森区雪ヶ谷に、富岡光学研究所を東京市荏原区小川町に設立した。

## 主要著書
- 中村清二, 富岡正重「レンズ収差論」 1957年 宗高書房
- F.Twyman, 富岡正重/山田幸五郎共訳「プリズムおよびレンズ工作法の研究」1956年 宗高書房